# Городнюк Наталія Андріївна
Городню́к Ната́лія Андрі́ївна — український літературознавець, письменниця, доктор філологічних наук.
Автор книжок: «Знаки необарокової культури Валерія Шевчука: Компаративні аспекти» (Твім інтер, 2006), «Космогонія та есхатологія бібліотеки» (Х. Л. Борхес, У.Еко, В. Шевчук).
Лауреат Міжнародної літературної премії імені Олеся Гончара 1999 року за працю «„Тронка“ Олеся Гончара як модус пасторальної утопії».
Доцент кафедри історії та українознавства Українського державного хіміко-технологічного університету.